# Zoe Kazan
Zoe Swicord Kazan (Los Angeles, 9 de setembro de 1983) é uma atriz e escritora americana.

## Biografia
Kazan fez sua estreia de atuação em Swordswallowers e Thin Men (2003) e depois apareceu em filmes como The Savages (2007), Revolutionary Road (2008) e It's Complicated (2009). Ela estrelou em happythankyoumoreplease (2010), Meek's Cutoff (2010) e Ruby Sparks (2012), escrevendo o roteiro para o último. Em 2014, estrelou o filme What If e a minissérie da HBO Olive Kitteridge, para a qual recebeu uma indicação ao Emmy. Em 2017, ela retratou Emily Gardner, com base em Emily V. Gordon, no filme The Big Sick.
Kazan também atuou em várias produções da Broadway.

### Vida pessoal
Kazan está em um relacionamento com o ator Paul Dano desde 2007. Eles têm uma filha, Alma Day, nascida em agosto de 2018.

## Filmografia
| Filmes | Filmes                         | Filmes           |
| Ano    | Filme                          | Personagem       |
| ------ | ------------------------------ | ---------------- |
| 2003   | Swordswallowers and Thin Men   | Samantha         |
| 2007   | The Savages                    | Estudante        |
| 2007   | Fracture                       | Mona             |
| 2007   | In the Valley of Elah          | Angie            |
| 2008   | August                         | Empregada        |
| 2008   | Me and Orson Welles            | Gretta Adler     |
| 2008   | Revolutionary Road             | Maureen Grube    |
| 2009   | The Exploding Girl             | Ivy              |
| 2009   | The Private Lives of Pippa Lee | Grace Lee        |
| 2009   | I Hate Valentine's Day         | Tammy Greenwood  |
| 2009   | It's Complicated               | Gabby Adler      |
| 2010   | happythankyoumoreplease        | Mary Catherine   |
| 2012   | Ruby Sparks                    | Ruby             |
| 2012   | In Your Eyes                   | Rebecca Porter   |
| 2012   | Some Girl(s)                   | Reggie           |
| 2013   | The Pretty One                 | Laurel Audrey    |
| 2013   | What if?                       | Chantry          |
| 2015   | Our Brand Is Crisis            | LeClerc          |
| 2017   | The Big Sick                   | Emily            |
| 2018   | The Ballad of Buster Scruggs   | Alice Longabaugh |

## Links
- Zoe Kazan. no IMDb.
- Zoe Kazan (em inglês) no Internet Broadway Database

1. ↑  «Actual Couples Explore a Fantasy, the Aesthetic Sort». The New York Times. 20 de julho de 2012. Consultado em 3 de julho de 2015
2. ↑  «Love and Mercy's Paul Dano relates to Brian Wilson's tortured genius». The Sydney Morning Herald. 4 de junho de 2015. Consultado em 3 de julho de 2015
3. ↑  «Paul Dano and Zoe Kazan Welcome a Daughter». People. 25 de outubro de 2018